# Franziskanerkloster Marburg
Das Franziskanerkloster Marburg, auch Barfüßerkloster genannt, war von der ersten Hälfte des 13. Jahrhunderts bis zur Aufhebung 1528 eine Niederlassung des Franziskanerordens am südwestlichen Rand der heutigen Altstadt von Marburg im Landkreis Marburg-Biedenkopf. Ein Franziskanerkonvent in Marburg wurde erstmals 1235 urkundlich erwähnt. Möglicherweise hing die Ansiedlung von Franziskanern in der Stadt um 1234/1235 mit dem Wirken der heiligen Elisabeth zusammen, die dort 1228 vor den Toren der Stadt ein Hospital errichtet hatte und der Spiritualität des Franziskus von Assisi nahestand. Nach langen Reformstreitigkeiten wurde Ende des 15. Jahrhunderts vom hessischen Landgrafen Wilhelm III. die strenge Observanz im Marburger Konvent eingeführt. 1528 wurde das Kloster im Zuge der von Landgraf Philipp „dem Großmütigen“ in Hessen eingeführten Reformation aufgelöst. Seitdem werden die ehemaligen Klostergebäude, die im Laufe der Zeit mehrmals umgebaut wurden, von der Marburger Universität genutzt.

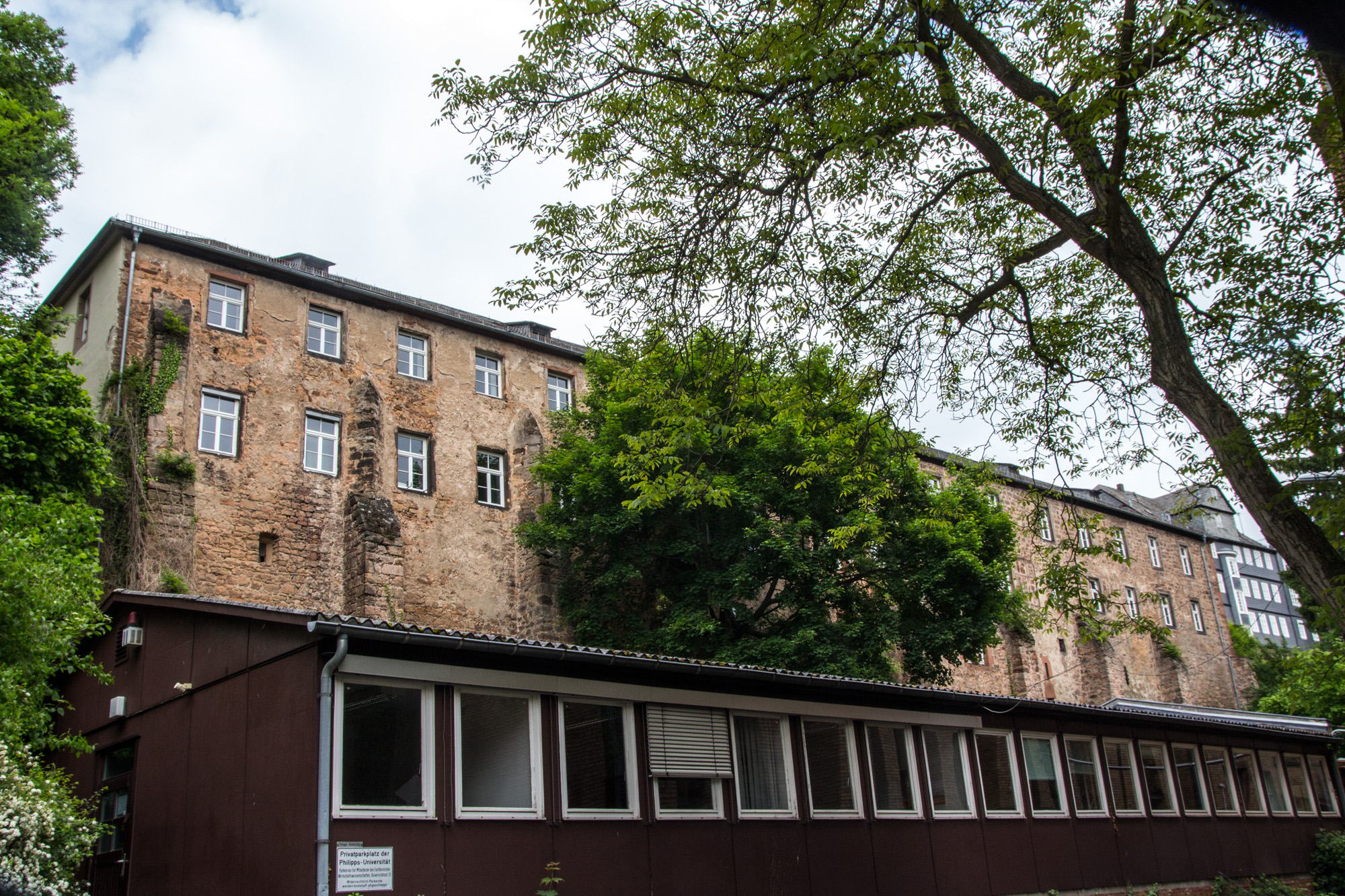
Der Südflügel des ehemaligen Franziskanerklosters auf der Stadtmauer von Süden

## Geschichte

### Gründung
Wann genau in Marburg ein Kloster der Franziskaner gegründet wurde und ob es für diese Gründung Stiftungen gab, lässt sich nicht mehr nachvollziehen. Vermutlich kamen die Brüder des 1210 gegründeten Ordens um 1234/35 nach Marburg, jedenfalls wurden die Franziskaner in Marburg erstmals in einer Urkunde vom 19. Oktober 1235 erwähnt, in der der Mainzer Erzbischof Siegfried all jenen Ablass gewährte, die zum Bau der Marburger Franziskanerkirche beitrugen. Das an der südwestlichen Ecke der Stadtmauer errichtete Kloster gehörte zur Kölnischen Franziskanerprovinz (Colonia) und war den Aposteln Petrus und Paulus gewidmet. Die in der älteren Literatur oft anzutreffende Version, nach der die Franziskaner schon 1228 von der heiligen Elisabeth nach Marburg zu ihrem Hospital gerufen wurden, ist auf den hessischen Chronisten Wigand Gerstenberg zurückzuführen und ansonsten nicht nachweisbar. Trotzdem ist es nicht abwegig, dass die Ansiedlung der Franziskaner in Marburg auch mit der heiligen Elisabeth in Verbindung steht. Die Witwe des thüringischen Landgrafen Ludwig IV. wurde an Pfingsten 1235 heiliggesprochen und war als Fürsorgerin der Armen und Kranken schon bald eine der wichtigsten Heiligen des jungen Franziskanerordens, dem sie nahegestanden hatte.

### Spätmittelalter
Aus dem Spätmittelalter sind zahlreiche Schenkungen an den Marburger Franziskanerkonvent überliefert. Dazu gehörten nicht nur Schenkungen von Gütern, sondern auch von Geld. Der Konvent tätigte darüber hinaus verschiedene Geschäfte, wie etwa die Vermietung eines Hauses. Ein Verzeichnis von Paramenten gibt Hinweise auf die luxuriöse Ausstattung des Konvents mit Gewändern aus feinsten Stoffen. Auch andere wertvolle liturgische Geräte befanden sich im Besitz des Ordens.
Dies ist symptomatisch für die Probleme der Franziskanerklöster, ihre ursprünglichen Ideale, wie den radikalen Besitzverzicht des Ordens, in die Realität umzusetzen.

### Auseinandersetzungen um Klosterreform

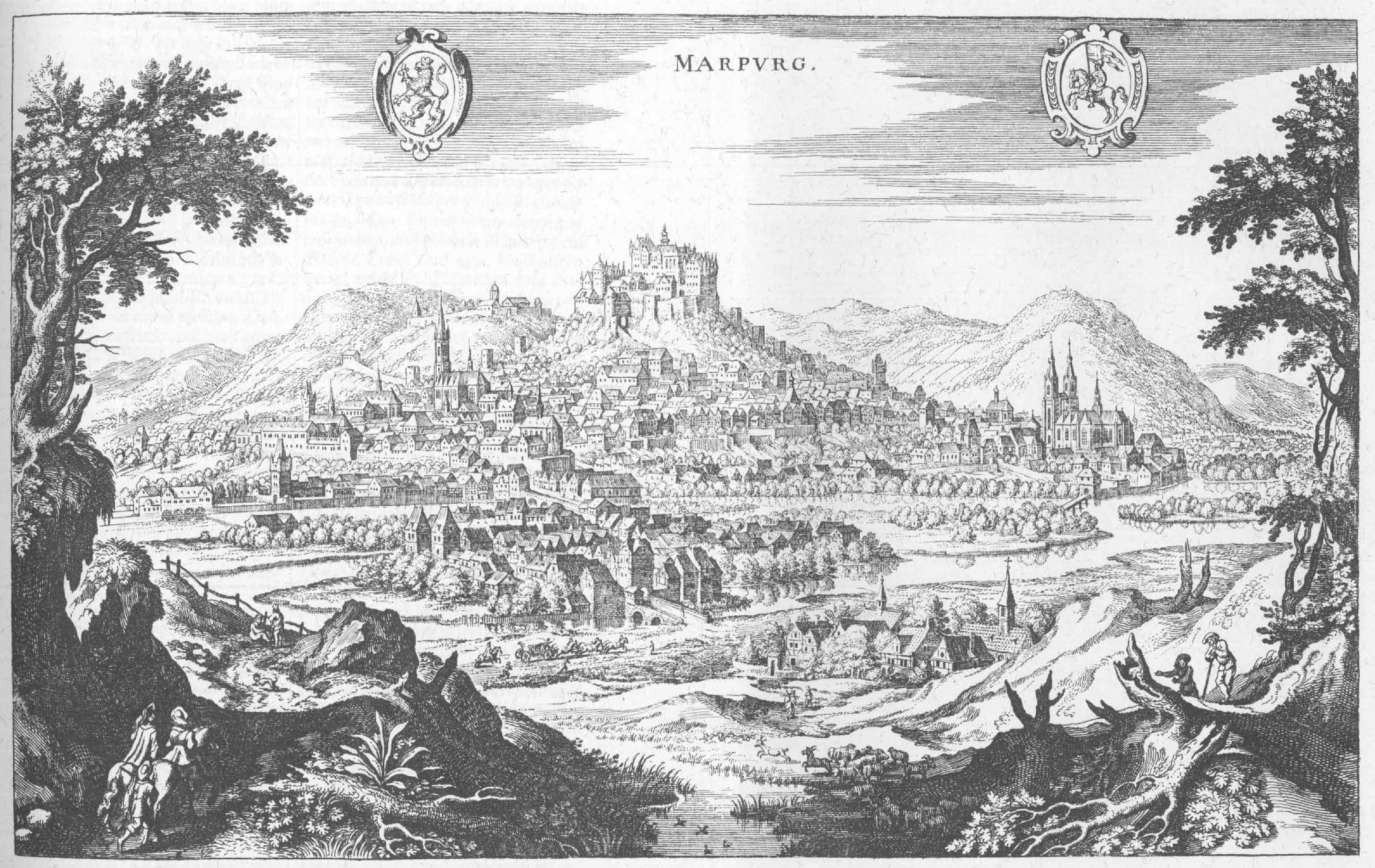
Zeichnung Marburgs aus Matthäus Merians Topographia Hassiae. Links im Bild der langgezogene Südflügel des Franziskanerklosters über der Stadtmauer

Als seit Ende des 14. Jahrhunderts an der mangelnden Treue zu den ursprünglichen franziskanischen Idealen  vermehrt Kritik aufkam, führte dies zu Auseinandersetzungen innerhalb des Franziskanerordens, dem sog. Armutsstreit. Auch Marburg war Schauplatz des Streits zwischen den beiden Richtungen des Ordens, den Konventualen und Observanten.
Während die Brüder der Marburger Niederlassung den in der Armutsfrage gemäßigten Standpunkt der Konventualen vertraten, ist die Position der Observanten untrennbar mit der Person Landgraf Wilhelms III. verbunden. Er hatte 1483 die Regierung übernommen, war aber zu diesem Zeitpunkt noch unmündig. Deshalb wurde ihm sein Onkel, der Kölner Erzbischof Hermann, dem eine Sympathie für die Observanten nachgesagt wird, zum Vormund bestellt. Bis zum Jahr 1489 hatte Wilhelm schon vier Reformversuche des Marburger Konventes unternommen, denen er einen Verfall der Religiosität und zahlreiche Laster wie Ungerechtigkeit, Unkeuschheit, Stolz, Habsucht und Treulosigkeit vorwarf. Doch jedes Mal, so klagte er, sei nach vollzogener Reform und Abreise des Provinzials der Kölnischen Provinz die Zucht der Brüder schlimmer geworden als vorher. So hätten die der Observanz zugeneigten Brüder schließlich Marburg verlassen und seien in Observantenkonvente gewechselt, was dazu geführt habe, dass nur die „schlechten Elemente“ zurückgeblieben seien.
Daher wandte sich Wilhelm noch vor 1489 an Papst Innozenz VIII. und bat ihn, sich des Problems anzunehmen. Dieser stattete einige Prälaten mit Vollmachten aus und beauftragte sie u. a., den Marburger Konvent zu reformieren. Doch auch diese Bemühungen waren fruchtlos, ebenso zwei weitere Bitten an den Papst 1490 und 1492.
Inzwischen hatte Wilhelm jedoch versucht, selbst einzugreifen. 1491 verbot er zur Vermeidung wirtschaftlicher Schäden den Klöstern, weltliche Güter, Zinsen und Renten zu verkaufen. Den hessischen Bettelorden befahl er, die Brüder aus ihren Termineien abzuziehen, da sie dort nicht mehr ihren eigentlichen Aufgaben nachgingen.
1493 schrieb er dann dem neuen Papst Alexander VI. einen Brief, in dem er die Missstände bei den Marburger Konventualen klar benannte und deren Lebensweise als verabscheuungswürdig bezeichnete. Eindringlich forderte er den Pontifex darin auf, endlich wirksam einzuschreiten.
Da ihm die darauffolgenden Untersuchungen zu langwierig waren, befahl Wilhelm schließlich die gewaltsame Vertreibung der Konventualen und die Einsetzung von Observanten in die Marburger Niederlassung. Die Konventualen forderten daraufhin eine Untersuchung des Vorfalls und machten dem Landgrafen heftige Vorwürfe. Es kam zu Verhandlungen vor dem Kardinalprotektor, die letztlich die Wiedereinsetzung der Konventualen in Marburg zur Folge hatten. Doch mit Hilfe König Maximilians drängte Landgraf Wilhelm weiter energisch auf die Einsetzung der Observanten. Am 7. Juli 1496 gab der Papst erneut eine Überprüfung der Vorwürfe in Auftrag. Als dabei nun die Notwendigkeit zur Reform festgestellt wurde und die Brüder sich weigerten, die Observanz anzunehmen, verwiesen die päpstlichen Beauftragten sie aus dem Kloster. Doch erst als eine weitere von den Konventualen erbetene Untersuchung zu dem gleichen Ergebnis kam, waren Wilhelms Bemühungen von Erfolg gekrönt, und die Observanten konnten Anfang 1499 endgültig in Marburg einziehen.

### Aufhebung 1528
Nach den schließlich erfolgreichen Kämpfen des Landgrafen für die Einführung der strengen Observanz im Marburger Franziskanerkonvent ließ er dem Kloster finanzielle Mittel für umfangreiche Bautätigkeiten zukommen. Doch schon kurze Zeit später kam es zu erneuten Konflikten mit dem hessischen Landgrafen. Diesmal ging es nicht um den Streit zwischen Observanten und Konventualen, sondern um die Einführung der Reformation in Hessen durch Landgraf Philipp.

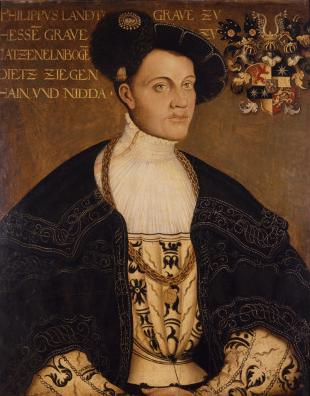
Landgraf Philipp „der Großmütige“ führte 1526 die Reformation in Hessen ein

Der Guardian der Marburger Franziskaner, Nikolaus Ferber, war es, der den Landgrafen vergeblich von der Lehre der Reformatoren abzubringen versucht hatte. Nach offizieller Einführung der Reformation auf der Homberger Synode 1526 ließ Philipp im folgenden Jahr ein Inventar der Marburger Niederlassung anlegen. Im Oktober 1527 beschloss der hessische Landtag die Aufhebung der Klöster.
Obwohl sich auch im Franziskanerkloster einzelne Brüder der Reformation zuwandten – so trat der spätere Frankfurter Reformator Hartmann Ibach 1520 aus dem Konvent aus –, widersetzten sich die Marburger Franziskaner bis zuletzt der von Philipp betriebenen Aufhebung der Klöster. Eine Abfindung, wie sie die Brüder des Marburger Dominikanerklosters für ihren Auszug 1527 angenommen hatten, lehnten sie ab.
Erst nachdem Landgraf Philipp sie vor die Alternativen gestellt hatte, das Kloster entweder zu räumen oder der Reformation beizutreten, verließen sie 1528 ihre Gebäude. Die ehemaligen Klostergüter der Franziskaner wurden fortan zur finanziellen Fundierung der 1527 neu gegründeten protestantischen Marburger Universität gebraucht.
Das Ende der Marburger Franziskaner hielt der Gründungsrektor der Universität, Johannes Ferrarius, folgendermaßen im Matrikelband der Universität fest:

“Iam monachi franciscani quos Minoritanos dixere, etiam revelato Evangelio adversus veritatem grassari, et nihil non moliri haud desinebant, tantum abfuit, ut hypocriseos sue errorem agnoscerent, quare Illustriss. Princeps Philippus ubi rescivisset, id sine maxima Ecclesiae iactura tolerari non posse, iussit, vel Christum confiterentur, vel sedibus migrarent, sed cum difficillimum eam vitae partem sit relinquere, quam ab ineunte aetate quis imbibit, maluerunt veteratores sedibus migrare, quam cum Christo optime sapere, uno igitur agmine evolantes, sedes suas in Academiae usum reliquere, anno MDXXVIII sub finem Maii. Nos Collegium Pomerii dicimus.”

„Da ließen die Franziskanermönche, die man die Minderbrüder nannte, nicht davon ab, auch trotz Offenbarung des Evangeliums gegen die Wahrheit zu Werke zu gehen und alles mögliche dagegen in Bewegung zu setzen; soviel fehlte, dass sie ihre irrige Heuchelei erkannt hätten. Daher befahl der durchlauchtigste Fürst Philipp, als er erfuhr, dass man dies nur mit großem Schaden für die Kirche hinnehmen könne, dass sie sich entweder zu Christus bekennen oder von ihren Wohnstätten abziehen sollten. Aber da es überaus schwer ist, die Rolle im Leben aufzugeben, die man sich von Jugend auf zu eigen gemacht hat, zogen es die alten Füchse vor, aus ihren Wohnstätten abzuziehen, anstatt mit Christus die bessere Einsicht zu beweisen. Und so flogen sie nun Ende Mai 1528 in einem einzigen Schwarm aus und überließen ihre Wohnstätten zum Gebrauch der Universität. Wir nennen es das Kolleg an der Stadtgrenze.“

## Gebäude
Die seit 1528 der Universität gehörenden Gebäude des ehemaligen Franziskanerklosters sind heute nur noch zu geringem Teil in ihrer mittelalterlichen Bausubstanz erhalten. Aber die zahlreichen Umbauten späterer Zeit änderten kaum etwas an der mittelalterlichen Anordnung der Gebäude, die sich auch aus der heutigen Anlage noch erahnen lässt.

### Klosterkirche

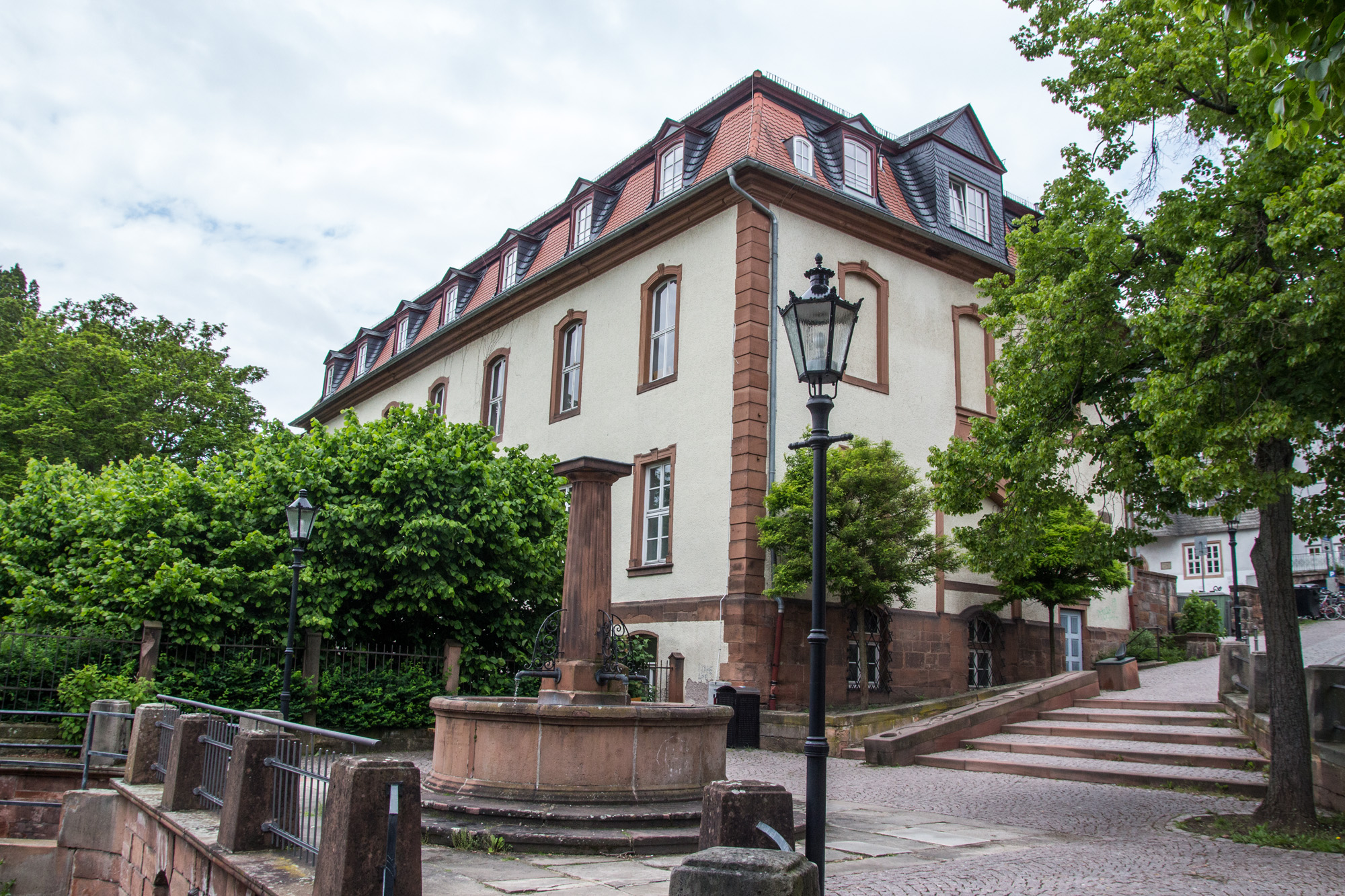
Reithalle der Universität Marburg von 1730/31, Standort der ehemaligen Franziskanerkirche, von Südosten

Die Kirche des Marburger Franziskanerklosters stand an der Stelle, wo sich heute das Institut für Leibesübungen der Universität (Barfüßerstraße 1) befindet. Sie grenzte nördlich an die übrigen Konventsgebäude.
Über das Aussehen der seit 1234/35 errichteten Kirche ist nur wenig bekannt. Einzig ein Kupferstich Wilhelm Dilichs aus dem Jahre 1605 gibt Aufschluss über die den Aposteln Petrus und Paulus geweihte Kirche.
Demnach hatte die Kirche einen achteckig abgeschlossenen Chor, dessen Fenster je zwei spitzbögige, von einem Rundpass bekrönte Lanzetten aufwiesen. An der nordwestlichen Ecke des Langhauses befand sich ein mit drei Walmdächern überspanntes Seitenschiff. Insgesamt weist der Stich sechs Joche am Langhaus der Kirche aus. Die Kirche wurde von einem schlichten Dachreiter bekrönt, wie es bei den Kirchen der Bettelorden üblich war, und hatte ansonsten keinen Turm. Südlich des Chores ragte ein weiterer polygonaler Chor Richtung Osten vor. Dabei handelte es sich möglicherweise um eine Sakristei-Kapelle.
Nach Einführung der Reformation in Hessen und dem Auszug der Franziskaner wurde die Klosterkirche nicht mehr genutzt. Sie begann langsam zu verfallen. Schon 1534/35 waren Grabsteine aus der Kirche zum städtischen Brunnenbau benutzt worden. Deshalb ließ Landgraf Philipp 1546 die Gebeine seiner Mutter Anna, die 1525 in der Kirche bestattet worden war, exhumieren und in den Landgrafenchor der Marburger Elisabethkirche überführen.
1669 wurde der Kirchenraum sogar benutzt, um die große Glocke der Pfarrkirche umzugießen.
Um 1730/31 riss man die leerstehende Kirche schließlich ab, um an gleicher Stelle das Reithaus der Universität zu errichten. Nur die Südwand blieb stehen und wurde in den Neubau integriert.

### Konventsgebäude

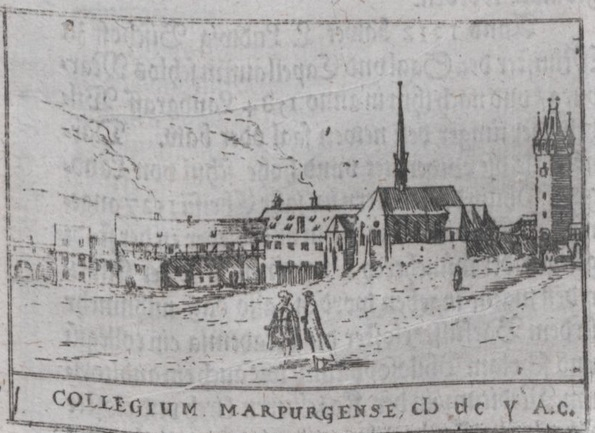
Kupferstich von Wilhelm Dilich, 1605, Blick auf die ehemalige Klosteranlage von Nordosten

Die Konventsgebäude des Franziskanerklosters in Marburg waren südlich der Kirche quadratisch um einen Kreuzgang herum angelegt. Wie die ursprüngliche Anlage aus dem 13. Jahrhundert genau aussah, lässt sich heute nicht mehr sagen. Sicher ist nur, dass um 1500 umfangreiche Umbauarbeiten am Kloster vorgenommen wurden, die möglicherweise mit der Einführung der Observanz in Zusammenhang standen. Dabei wurde vermutlich vor allem der Südflügel umgestaltet, dessen Südwand auf der Stadtmauer über einem Abhang steht.
Eine Beschreibung aus dem frühen 17. Jahrhundert befasst sich mit einem repräsentativen Raum im oberen Stockwerk des Südflügels. Demnach gab es dort acht Glasfenster mit Malereien. Außer Heiligenfiguren, darunter St. Antonius, St. Franziskus, St. Ludwig, St. Bernhard, St. Klara und St. Elisabeth waren dort auch das hessische und das mecklenburgische Wappen abgebildet, was auf eine Stiftung durch Anna von Mecklenburg und Wilhelm II. von Hessen schließen lässt. Für welche Zwecke der Südbau bis zur Klosterauflösung diente, ist unklar. Nach 1528 wurde hier vermutlich zunächst das Pädagogium untergebracht, 1532 zog dann die Universitäts-Bibliothek ein. Weitere Umbauten des Gebäudes folgten 1770, 1825 und 1839, sodass das heutige Aussehen des Südflügels nicht mehr viel mit seiner ursprünglichen Gestalt zu tun hat. Lediglich die Südfassade über der Stadtmauer lässt anhand ihrer unterschiedlich hohen Strebepfeiler noch den zweiteiligen Zustand nach dem Umbau um 1500 erkennen, der auch in einem Grundriss der Jahre 1808/1811 wiedergegeben wird. Auch weisen die Kellerräume noch Kreuzgratgewölbe auf. Der Südflügel der ehemaligen Klosteranlage wird heute als Institutsgebäude Am Plan 1 von der Philipps-Universität Marburg genutzt.
Der Ostflügel der Klosteranlage wurde seit der Auflösung 1528 als Stipendiatengebäude genutzt. Seine Ostfassade ist auf dem Kupferstich Wilhelm Dilichs abgebildet. Demnach bekrönte ein kleiner Dachreiter das Gebäude. Ende des 18. Jahrhunderts war der Ostflügel stark vom Verfall bedroht, weshalb man ihn 1811 schließlich abriss. Da er nie durch einen Neubau ersetzt wurde, ist die ehemals quadratische Klosteranlage heute Richtung Osten zur Straße 'Am Plan' hin geöffnet.
Der Westflügel trug über dem Kreuzgang nur schmale Zimmer, wie aus dem Grundriss von 1808–1811 hervorgeht. Er wurde 1849 durch einen Neubau ersetzt, der fortan die Bibliothekarswohnung beherbergen sollte. Im West- und Südflügel ist heute der Fachbereich Wirtschaftswissenschaften der Philipps-Universität Marburg untergebracht.
Bis ins 19. Jahrhundert hatten sich auch noch Teile des ursprünglichen Kreuzganges erhalten. Die gotischen Kreuzgangsbögen konnte der Marburger Architekt und Hochschullehrer Carl Schäfer noch beschreiben und vermutete in ihnen die Vorbilder für den Kreuzgang des Marburger Dominikanerklosters, das Ende des 13. Jahrhunderts erbaut wurde.